# Куксин, Антон Сергеевич
Антон Сергеевич Ку́ксин (3 июля 1995, Кокшетау, Казахстан) — казахстанский футболист, полузащитник, защитник.

## Биография
До 16 лет играл нападающим. Затем попал в дублирующий состав «Окжетпеса» и был переведён в центр полузащиты. Позже стал играть крайним защитником, иногда — центральным.
За «Окжетпес» играл в 2013—2018 годах в первой лиге (2013—2014, 2018) и в премьер-лиге (2015—2017). В 2016—2018 годах провёл 10 матчей за молодёжную команду во второй лиге.
По окончании сезона 2018 года пытался устроиться в немецкий клуб «Ферль», но из-за длительного оформления документов вернулся в Казахстан и подписал контракт с клубом первой лиги «Акжайык». В конце января 2020 года приехал в Москву, где из-за пандемии задержался до лета. В середине июля по приглашению Сергея Попкова, под руководством которого играл в «Окжетпесе», перешёл в клуб российской ФНЛ «Тюмень».
Выступал за молодёжную сборную Казахстана в 2015—2016 годах. Участвовал в Кубке Содружества 2015 и 2016. Сыграл три матча в отборочном турнире к чемпионату Европы 2017.

## Достижения
Первая лига Казахстана:
- Победитель: 2014 (5 матчей), 2018
- Бронзовый призёр: 2013, 2019

## Клубная статистика
| Игровая карьера | Игровая карьера | Игровая карьера | Лига | Лига | Кубок | Кубок | Межд. | Межд. | Др. | Др. |
| --------------- | --------------- | --------------- | ---- | ---- | ----- | ----- | ----- | ----- | --- | --- |
| 2022            | Окжетпес        | Б               | —    | —    | —     | —     | —     | —     | —   | —   |